# كلية القطيف التقنية
كلية القطيف التقنية أو الكلية التقنية بالقطيف هي كلية تقنية حكومية تقع في محافظة القطيف، شرق المملكة العربية السعودية.

## التأسيس
تأسست الكلية التقنية بمحافظة القطيف بناء على توجيه د. على بن ناصر الغفيص محافظ المؤسسة العامة للتدريب التقني والمهني بتـاريخ 01/01/1429 هـ. لتكون أول صـرح أكاديمي للبنين بالمحافظة يستـوعب جزءا من خريجي الثـانوية العـامة الراغبين في الانخراط بالمجال التقنـي.

## التخصصات
تتضمن الكلية أربعة تخصصات ثلاث منها برامج صناعية لحملة شهادة الأول والثاني ثانوي وهي الحاسب الآلي واللحام والإلكترونيات بالإضافة للبرنامج المهني المتمثل بقسم النجارة العامة لحاملي الشهادة الابتدائية.

## نظام التدريب
يتكون نظام التدريب المهني في الكلية عن فصلين تدريبيين في السنة الواحدة. وتمتد مدة التدريب في كل فصل تدريبي إلى 18 أسبوعاً. يتدرب خلالها المتدرب بالكلية على التدريب النظري والعملي، وفي الفصل الأخير تدريب تعاوني يقضيه المتدرب للتدريب عملياً في منشأة لها علاقة مباشرة بتخصصه.

## أهداف الكلية
تتبنى الكلية التقنية بالقطيف أهدافاً عامة تستند في شكلها العام إلى إطار التعليم التقني بالمملكة، وأهدافاً خاصة تسعى إلى تحقيقها كل عام لتبرز وجه التميز الذي تتسم به مجهودات أداريها ومنسوبيها. وتتركز الأهداف العامة في تخريج كوادر فنية وطنية على مستوى عال من التعليم والتدريب التقني تكون قادرة على استيعاب منظومات التقنيات الحديثة. كذلك المساهمة في إيجاد أنسب الحلول العملية لمختلف مشاكل البيئة المحيطة ودعم مسيرة التطور التقني لمواكبة التطورات التقنية العالمية السريعة. تتضمن الأهداف ما يلي:
- تفعيل دور مكتب تنسيق توظيف الخريجين.
- متابعة ما يحدث من تطوير لمناهج الخطط الدراسية ومن ثم تحديث معامل وورش وقاعات الكلية.
- تفعيل دور شبكة الحاسب بالكلية لربط كافة الأقسام والإدارات مما يساهم في سهولة تبادل المعلومات.

## وصلات خارجية
- الموقع الرسمي لكلية التقنية بالقطيف.